# Zvezdan Čebinac
Zvezdan Čebinac (8. prosince 1939, Bělehrad – 18. února 2012, Aarau) byl jugoslávský fotbalista a trenér.
Hrál na postu záložníka v domácí lize i v zahraničí.

## Hráčská kariéra
Zvezdan Čebinac hrál na postu záložníka za Partizan Bělehrad, CZ Bělehrad, PSV Eindhoven, 1. FC Norimberk, Hannover 96, Germanii Wiesbaden a Nordstern Basel.
Za Jugoslávii hrál 20 zápasů a dal 4 góly.

## Trenérská kariéra
Čebinac trénoval několik švýcarských klubů.

## Úspěchy

### Hráč
Partizan Bělehrad
- Jugoslávská liga (3): 1961, 1962, 1963

Norimberk
- Západoněmecká liga (1): 1968